# 大分県立聾学校
大分県立聾学校（おおいたけんりつ ろう がっこう）は、大分県大分市にある県立聾学校。聴覚障害のある幼児・児童・生徒が学ぶ。

## 所在地
- 大分県大分市東大道2丁目5-12
  - JR九州 大分駅 から徒歩約10分
  - 大分自動車道 大分ICから車で約10分

## 設置学部
- 幼稚部
- 小学部
- 中学部
- 高等部
  - 産業工芸科
  - 理容科
  - 被服科
- 専攻科（2年）
  - 工芸科
  - 理容科
  - 被服科
- 教育相談
  - 電話相談、来所相談、出張相談
- 通級指導教室

## 歴史
- 1908年（明治41年）6月4日 - 大分県私立盲唖学校として設立認可
- 1919年（大正8年）3月1日 - 大分市金池町に新築移転
- 1921年（大正10年）4月1日 - 大分県に移管され大分県立盲唖学校と改称
- 1922年（大正11年）4月1日 - ろう唖部新設
- 1924年（大正13年）4月1日 - 初等部・中等部を設置
- 1948年（昭和23年）4月1日 - 大分県立聾学校になり同時に高等部設置
- 1949年（昭和24年）5月9日 - 大分市上野町に移転
- 1950年（昭和25年）7月18日 - 現在地に移転
- 1958年（昭和33年）4月1日 - 高等部専攻科（木材工芸・被服・理容課程）を設置
- 1964年（昭和39年）4月1日 - 幼稚部を設置